# Антифашистичка скупштина народног ослобођења Србије
Велика антифашистичка народно-ослободилачка скупштина Србије или Антифашистичка скупштина народног ослобођења Србије (АСНОС), одржана је од 9. до 12. новембра 1944. године у Београду, на иницијативу Главног народноослободилачког одбора Србије (образованог 17. новембра 1941). Поред 883 делегата заседању су присуствовали: маршал Тито, др Иван Рибар, у име АВНОЈ-а, генерал Арсо Јовановић, у име Врховног штаба НОВЈ, Милован Ђилас, у име ЦК КПЈ, Едвард Кардељ, у име Словеначког народноослободилачког савета и народа Словеније, Андрија Хебранг, у име ЗАВНОХ-а, Митар Бакић, као представник црногорског народа, Димитар Влахов, као представник македонског народа, Јован Веселинов, у име војвођанске делегације, др Раде Прибићевић, у име Срба из Хрватске и Коча Поповић, у име Главног штаба НОВ и ПО Србије.
Делегати су на Великој антифашистичкој народно-ослободилачкој скупштини Србије представљали су: град Београд, те крагујевачки, краљевачки, пожаревачки, младеновачки, пиротски, шабачки, лесковачки, нишки, чачански, крушевачки, врањски, моравски, топлички, ваљевски, тимочки и ужички округ. Извештаје су поднели: др Благоје Нешковић о раду Главног народноослободилачког одбора Србије и раду представника Главног НОО Србије на другом заседању АВНОЈ-а, Александар Ранковић о политичком положају Србије и задацима АСНОС-а, Петар Стамболић о изградњи и задацима народноослободилачке власти у Србији и Сретен Жујовић о привреди и привредним задацима Србије.
Усвојен је предлог о конституисању Антифашистичке скупштине народног ослобођења Србије, као врховног законодавног и извршног органа државне власти демократске Србије. Изабрано је Председништво АСНОС-а: др Синиша Станковић, за председника, Александар Ранковић, С. Симић и Р. Грујић, за потпредседнике, Петар Стамболић и др Милорад Влајковић, за секретаре, а за чланове: Спасенија Цана Бабовић, Милан Беловуковић Дева, Милан Бошковић, Станислав Бошковић, др Војислав Дулић, Живота Ђермановић, Михаило Ђуровић, Сретен Жујовић, Влада Зечевић, Живко Јовановић, Радивоје Јовановић, Светозар Крстић, Милован Крџић, Мома Марковић, Добрица Матковић, Милосав Милосављевић, Митра Митровић, Петар Мудринић, Благоје Нешковић, Живојин Николић, Слободан Пенезић Крцун, Миливоје Перовић, Моша Пијаде, Коча Поповић, Милентије Поповић, Владислав Рибникар, Павле Савић, Милан Смиљанић, Мита Станисављевић, Лука Стојановић, Мијалко Тодоровић, Радомир Тодоровић, Животије Цветковић и Михаило Швабић.
Велика антифашистичка народно-ослободилачка скупштина Србије донела је Одлуку о одобрењу рада Главног НО одбора Србије, као и о раду његових представника на другом заседању АВНОЈ-а. Одлука о конституисању АСНОС-а у врховни законодавни и извршни орган државне власти демократске Србије има уставотворни карактер. Скупштина је одлучила да се Главни НО одбор Србије прошири и реконструише у АСНОС, који представља врховни орган државне власти демократске Србије. Тиме је успостављен континуитет између највишег органа власти устаничке Србије, образованог новембра 1941. године и АСНОС-а, створеног у готово ослобођеној Србији.
Велика антифашистичка народно-ослободилачка скупштина Србије изабрала је Прву антифашистичку скупштину народног ослобођења Србије и донела одлуке о установљењу Суда за суђење злочина и преступа против српске националне части, о установљењу Земаљске комисије за испитивање злочина окупатора и његових помагача и о оснивању Привредне банке Србије.
Изабрано Председништво АСНОС-а донело је 1. децембра 1944. године Одлуку о устројству и пословању НО одбора и НО скупшитна демократске Србије.